# Погрешен завой 5
„Погрешен завой 5“ (на английски: Wrong Turn 5: Bloodlines) е американски филм на ужасите от 2012 г.
Издаден е на DVD и Blu-ray диск. Получава много негативни оценки от критиците и е определен за най-лош филм от поредицата.

## Сюжет
Внимание:  Текстът по-долу разкрива сюжета на произведението (или части от него)!
Мейнард е сериен убиец, който е на свобода повече от тридесет години, а сега е в спор с тримата си братя канибали. Братята се опитват да прецакат Мейнард и да убият няколко колежани и Шериф Анджела Картър, докато останалата част от града са на фестивал.

## Актьорски състав
- Оливър Хоаре – Джулиан
- Саймън Гинти – Били
- Ейми Ленъкс – Круз
- Роксан Маккий – Лита
- Пол Любке – Газ
- Камила Арведсън – шериф Анджела Картър
- Дъг Брадли – Мейнард Одец / Стареца
- Борислав Илиев – Три пръста
- Георги Карлуковски – Зъб трион
- Радослав Първанов – Едно око
- Бориса Тютюнджиева – Линда